# Balkanvuurvlinder
De balkanvuurvlinder (Lycaena candens) is een vlinder uit de familie van de kleine pages, vuurvlinders en blauwtjes (Lycaenidae). De wetenschappelijke naam werd, als Polyommatus candens, in 1844 gepubliceerd door Gottlieb August Wilhelm Herrich-Schäffer.
De soort komt voor in het uiterste zuidoosten van Europa, in Anatolië en de Kaukasus.

## Ondersoorten
- Lycaena candens candens
- Lycaena candens leonhardi (Fruhstorfer, 1917)
- Lycaena candens pfeifferi (Beuret, 1952)